# Kamimaru Yoichi
Yoichi Kamimaru (sinh ngày 30 tháng 6 năm 1984) là một cầu thủ bóng đá người Nhật Bản.

## Sự nghiệp câu lạc bộ
Yoichi Kamimaru đã từng chơi cho Ehime FC.